# Андерсон, Леоми
Леоми Андерсон (англ. Leomie Jasmin Francis Anderson; род. 14 февраля 1993, Лондон) — британская модель. С 2015 по 2018 год участвовала в четырёх показах Victoria’s Secret Fashion Show подряд, а в 2019 году стала ангелом Victoria’s Secret.

## Биография
Родилась в Лондоне, имеет ямайские корни. Карьеру модели начала в четырнадцатилетнем возрасте. Стала всемирно известной в 17 лет после того как приняла участие в показе коллекции модельера Марка Джейкобса. Вскоре стала одной из его любимых моделей.
В 2011 году Андерсон снялась в реалити-шоу The Model Agency на канале Channel 4. В 2015 году Андерсон была выбрана для участия в Victoria’s Secret Fashion Show и с тех пор участвовала в показе 4 года подряд. В апреле 2019 года она стала шестой чернокожей моделью ангелом Victoria’s Secret.
В различные годы принимала участие в показах: Burberry, Philipp Plein, Peter Pilotto, Jeremy Scott, Roberta Einer, Moncler Grenoble, Tommy Hilfiger, Maiyet, Sophie Theallet, Badgley Mischka, Custo Barcelona, Moschino, Oscar de la Renta, Jo No Fui, Giorgio Armani, Fausto Puglisi, Tom Ford, Chloe, Temperley London, Oscar de la Renta, Kenzo.
В 2016 году она основала собственный бренд женской спортивной одежды LAPP The Brand, который был запущен в сентябре 2016 года. Как активистка борьбы за права женщин, Андерсон выступила на двух конференциях фонда TED, также прочла лекции в Оксфордском и Кембриджском университетах. Оной из первых начал открыто говорить о расовой дискриминации в модельной индустрии.
Снималась для обложек журналов: Vogue, Elle, Marie Claire, и V.

## Фильмография

### Телевидение
| Год  | Заголовок                                 | Роль                        |
| ---- | ----------------------------------------- | --------------------------- |
| 2022 | Королевские гонки Ру Пола: Великобритания | серия 4; Приглашённый судья |